# Hjertet, der brast
Hjertet, der brast er en dansk stumfilm fra 1915 med ukendt instruktør.

## Handling
Denne artikel mangler et handlingsreferat. Hjælp os med at skrive det.

## Medvirkende
- Herman Florentz - Doktor Walther
- Oscar Nielsen - Kemp, kroejer
- Luzzy Werren - Magda, kroejerens datter
- Lily Jansen - Ilka
- Anna Müller - Mizzi
- Elith Pio - Frantz, en krybskytte
- Henry Knudsen - Zisko, en zigøjner